# Dzwonię do Pani, Pana w bardzo nietypowej sprawie
Dzwonię do Pani, Pana w bardzo nietypowej sprawie – audycja nadawana w Radiu Zet w latach 1990–2011. Prowadzona przez Janusza Weissa. 
Audycja była emitowana od jesieni 1990 roku. W początkowych latach prowadzący robił telefoniczne żarty – Weiss sam wymyślał „nietypowe sprawy”. Następnie audycja nabrała charakteru interwencyjnego, a autor wykorzystywał propozycje słuchaczy. 
W latach 1990–2010 audycja pojawiała się w każdy dzień roboczy o 13:20. Od 11 września 2010 do końca czerwca 2011 emitowana była w soboty o 13:25.